# 葡萄叶甲属
葡萄叶甲属（学名：Bromius），也称作葡萄肖叶甲属，为金花虫科的一个属。

## 下属物种
本属包括以下物种：
- 红翅葡萄叶甲 Bromius cupreatus Baly, 1867
- 葡萄肖叶甲 Bromius obscurus (Linnaeus, 1758)